# Stigmella svenssoni
Stigmella svenssoni là một loài bướm đêm thuộc họ Nepticulidae. It is widespread, but localised in miền bắc half of Europe, with records from Na Uy, Thụy Điển, Phần Lan, Đan Mạch, Latvia, the Hà Lan, Đức, Slovakia, Hungary và Pháp. There are two isolated records from miền bắc Ý và miền bắc Hy Lạp. Only leafmines are recorded from Ireland.
Sải cánh dài 6–7 mm. Con trưởng thành bay từ tháng 5 đến tháng 6.
Ấu trùng ăn Quercus petraea và Quercus robur. Chúng ăn lá nơi chúng làm tổ. 